# Vidkun Quisling

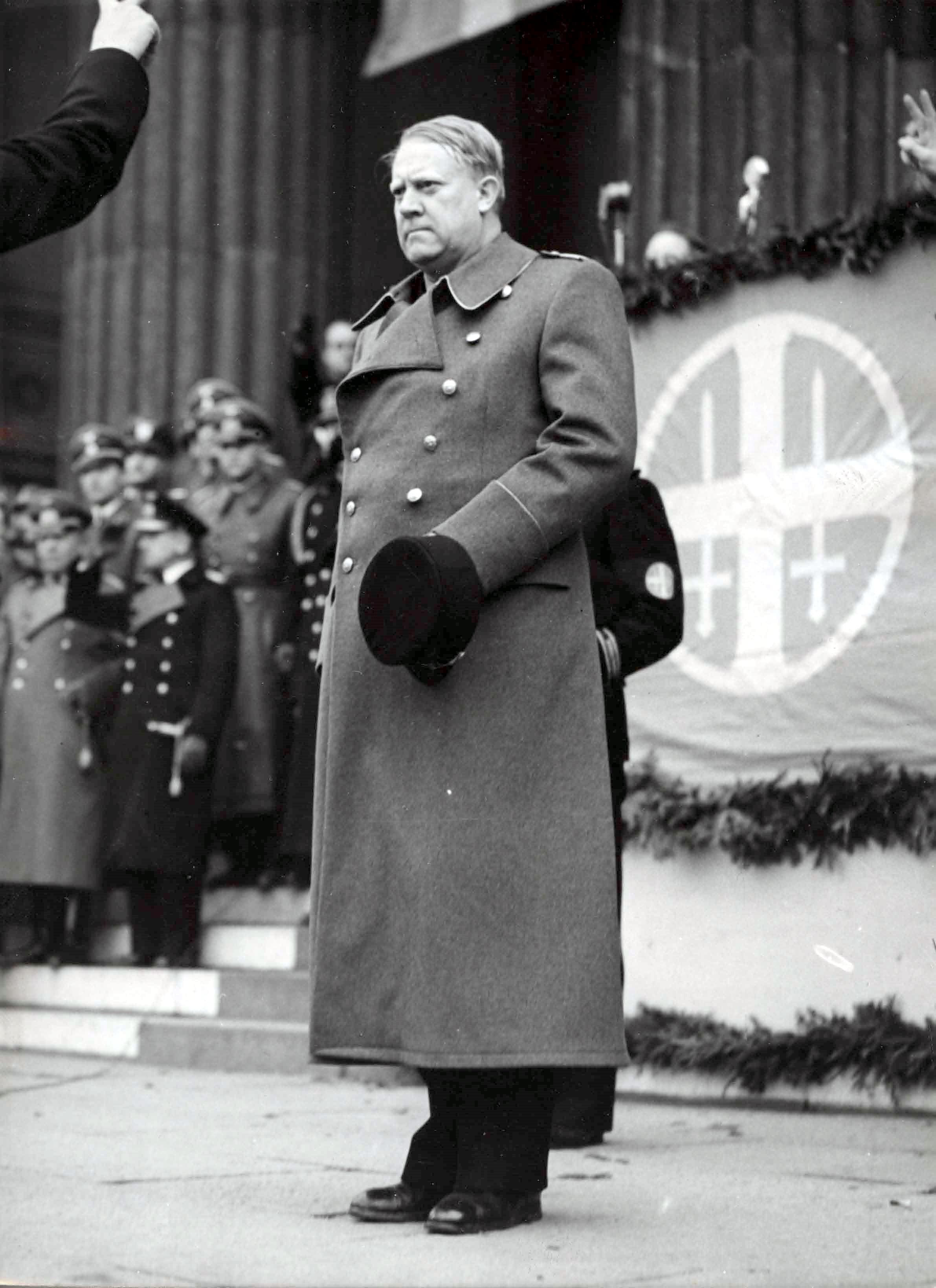
Vidkun Quisling na návštěvě univerzity (v pozadí znak strany Nasjonal Samling), 1945.

Vidkun Quisling (18. července 1887 Fyresdal – 24. října 1945 Oslo), celým jménem Vidkun Abraham Lauritz Jonssøn Quisling, byl norský důstojník a fašistický politik. Slovo quisling dnes platí v mnoha světových jazycích jako synonymum pro kolaboranta či vlastizrádce.

## Život
Narodil se v rodině protestantského pastora. V roce 1911 vstoupil do armády, kde absolvoval poměrně úspěšnou kariéru. Mezi léty 1918–1921 byl vojenským atašé v sovětském Rusku a Finsku. Následně pracoval v diplomatických službách pro Společnost národů, od roku 1927 do roku 1929 tak byl diplomatem v Moskvě. Během dvacátých let spolupracoval s Fridtjofem Nansenem na řešení hladomoru propuknuvšího v Sovětském svazu.
Ve třicátých letech se ideologicky přiblížil fašistům. V letech 1931–1933 se stal norským ministrem obrany. V roce 1933 založil Quisling a Johan Bernhard Hjortpo po vzoru německé NSDAP antidemokratickou stranu Nasjonal Samling (Národní sjednocení). Ve volbách v roce 1936 obdržela téměř 50 000 hlasů.
Po vypuknutí 2. světové války se zasazoval o to, aby se Norsko stalo německým protektorátem. Během německé invaze 9. dubna 1940 provedl Quisling puč a oznámil převzetí moci, doufal přitom v osobní podporu Adolfa Hitlera. Ale již za pět dní byl Německem v Norsku dosazen jako říšský komisař Němec Josef Terboven, zodpovědný přímo Hitlerovi. Terboven napjatý vztah s Quislingem urovnal tím, že 1. února 1942 Quislinga (který do té doby zastával funkci vedoucího norské správní rady) jmenoval ministerským předsedou národní vlády (de facto norské kolaborantské vlády). Quisling byl ovšem nadále plně závislý na rozhodnutích říšského komisaře Terbovena.
Po německé kapitulaci byl Quisling 9. května 1945 zatčen a 24. října téhož roku popraven. Tento rozsudek smrti je dodnes v Norsku považován za velmi sporný.[zdroj⁠?!]
Quislingova manželka Marie Vasiljevna Quislingová Pasečnikovová, původem Ruska, žila v Oslo až do své smrti v roce 1980.